# Kurt Wulff (språkforskare)
Kurt Wulff, född 4 september 1881, död 4 maj 1939, var en dansk språkforskare.
Kurt Wulff var son till den från Tyskland invandrade cigarrfabrikören Peter Wulff (1841-1898) och Emma Catharina Mathilde Heydorn (1846-1926). Han hade sex syskon, varibland förskolelärarna Anna Wulff och Bertha Wulff. Modern var intresserad av de tyska pedagogerna Johann Heinrich Pestalozzi och Friedrich Fröbels idéer. Hon anställde en Fröbel-utbildad pedagog, som drev förskola i hemmet, i vilken också några av grannens barn deltog.
Kurt Wulff studerade klassisk filologi och indoeuropeisk språkvetenskap, och blev, efter att ha tagit skolämbetsexamen, fast knuten till redaktionen av Thesaurus Linguae Latinae. År 1917 tog han doktorsgraden med avhandlingen Den oldjavanske Wirata parwa og dens Sanskritoriginal, Bidrag til Mahabharataforskningen. Från 1918 var Wulff verksam som privatdocent i kinesiska, malajiska och fornturkiska vid Köpenhamns universitet samtidigt som han var extra ordinarie vetenskaplig medhjälpare vid kungliga biblioteket. Åren 1922–1924 genomförde han en omfattande studieresa till Kina och bortre Indien.